# LG L80
 LG L80은 LG전자가 2014년 4월 출시한 보급형 스마트폰이다. LG L70과 전체적인 사양이 비슷하지만 화면이 5인치로 커지고 디자인이 G 프로 2 디자인으로 바뀌었다.

## 운영 체제 / 소프트웨어

### 안드로이드 4.4.2 킷캣
L80은 안드로이드 4.4.2 킷캣을 탑재하여 출시했다.

## 특수 기능

### 노크 코드
화면이 꺼진 상태에서 설정한 패턴대로 화면을 터치하면 화면이 켜짐과 동시에 잠금도 함께 풀리는 기능이다. G 프로 2에서 처음 공개되었다.

### 플러그 앤 팝
이어폰을 꽂으면 바로 앱을 실행할 수 있도록 상/하단에 팝업되는 기능이다. 음악, 비디오, 유튜브, 전화 등의 앱을 실행할 수 있다.

### 게스트 모드
잠금 패턴을 다르게 해서 두 개의 폰처럼 사용할 수 있는 기능이다. LG G2에서 처음 공개되었다.

## 색상
- 블랙
- 화이트